# أبو الطيب داود بن عبد الرحمن
الشريف أبو الطيب داود بن عبد الرحمن بن أبي الفاتك عبد الله بن داود بن سليمان تولى أمر مكة في سنة 403 هـ، وأول من حكم من (الطبقة الثانية) من الأشراف التي حكمت مكة سنة 403 هـ الموافق 1012م، واستمر حكمه إلى سنة 1039م؛ حيث قام بعدها بتأسيس المخلاف السليماني، ومن ثم حكمه للمخلاف وتنازله عن حكم الحجاز لأخيه الشريف محمد بن عبد الرحمن بن أبي الفاتك، ومن سلالته اليوم: آل فاخر وآل ابوعمرين وآل المهدي.

## نسبه
أبي الطيب داود بن عبد الرحمن بن أبي الفاتك عبد الله بن داود المحمود بن سليمان الحرابي بن عبد الله الشيخ الصالح بن موسى الجون بن عبد الله الكامل بن الحسن المثنى بن الحسن بن علي بن أبي طالب.

## إمارته على مكة المكرمة والحجاز
الشريف أبي الطيب داود بن عبد الرحمن تولى أمر مكة في سنة 403 هـ، وأول من حكم من الأشراف السليمانيين من بني هاشم التي حكمت مكة والحجاز سنة 403 هـ الموافق 1012 م، واستمر حكمه إلى سنة 1039 م، وخلفه بالحكم أخيه الشريف محمد بن عبد الرحمن بن أبي الفاتك.

## طالع كذلك
| سبقه الشريف شكر بن الحسن بن جعفر | شريف مكة والحجاز | تبعه الشريف محمد بن عبد الرحمن بن أبي الفاتك |